# Maggie Simpson
Vous lisez un « bon article » labellisé en 2009.  Il fait partie d'un « bon thème ».
Cet article concerne le personnage des Simpson. Pour l'athlète ghanéenne, voir Margaret Simpson.
Margaret « Maggie » Eve Simpson, est un personnage fictif de la série télévisée d'animation Les Simpson qui fait partie de la famille éponyme. Elle est apparue pour la première fois à la télévision avec le reste de la famille dans le court métrage Good Night, le 19 avril 1987. Maggie a été créée par le dessinateur Matt Groening, à qui il avait été fait appel pour lancer une série de courts métrages basée sur Life in Hell, mais celui-ci a décidé de créer un nouvel ensemble de personnages. Maggie a été nommée d'après la plus petite sœur de Groening. Après avoir fait l'objet de courts métrages durant trois ans, la famille Simpson a eu droit à sa propre série sur le réseau Fox dès le 17 décembre 1989.
Maggie est la benjamine de Marge et Homer et la sœur de Bart et Lisa. Elle est très souvent vue en suçant sa tétine et il lui arrive de trébucher sur ses vêtements alors qu'elle essaye de marcher. Étant donné qu'elle ne peut pas parler, Maggie est le personnage de la famille Simpson qui apparaît le moins fréquemment.
Les bruits et les interventions vocales occasionnelles de Maggie sont actuellement interprétés en version originale par Nancy Cartwright, mais les guest stars James Earl Jones, Elizabeth Taylor et Jodie Foster ont déjà interprété la voix du personnage. Maggie est apparue dans d'autres médias sur le thème des Simpson, dont les jeux vidéo, le film, l'attraction The Simpsons Ride, les publicités et les bandes dessinées, et a inspiré toute une gamme de produits dérivés.

## Rôle dansLes Simpson
La série d'animation Les Simpson se place dans une chronologie dont on admet qu'elle se déroule durant l'année actuelle mais où les personnages ne vieillissent pas physiquement. Dans plusieurs épisodes, les événements sont liés à des périodes spécifiques mais la chronologie s'est ensuite parfois contredite. Maggie est la plus jeune enfant de Marge et Homer et la sœur de Bart et Lisa. Lorsque Marge est tombée enceinte de Lisa, elle et Homer ont acheté leur première maison. Sept ans plus tard, Homer s'est senti assez à l'aise financièrement pour quitter définitivement son emploi à la centrale nucléaire de Springfield et pour commencer à travailler au bowling, ce dont il rêvait. Peu de temps après, Marge est à nouveau tombée enceinte et, afin de pouvoir faire vivre sa famille, Homer a repris son poste à la centrale nucléaire.
Durant les premières saisons de la série, Maggie apparaissait fréquemment en train de trébucher sur ses vêtements pour ensuite tomber sur le visage, alors qu'elle essayait de marcher ; mais ceci est devenu plus rare dans les saisons postérieures. Elle est également souvent vue en suçant sa tétine rouge.
Maggie a accompli de nombreuses prouesses qui suggèrent que c'est un bébé génie. Elle a écrit E=mc2 avec ses jouets en forme de blocs, a conduit la voiture d'Homer, s'est échappée de la garderie de Springfield et a écrit son nom sur un écran magique. Maggie a déjà une importante conscience de ce qui l'entoure, et imite parfois les actions qui se déroulent à proximité d'elle. Elle fait preuve d'une haute dextérité, ayant déjà frappé Homer sur la tête avec une massette et ayant tiré avec un pistolet à ventouse sur une photographie de celui-ci, pour imiter Itchy et Scratchy. En dépit de son âge, Maggie est une tireuse redoutable, comme dans l'épisode Qui a tiré sur M. Burns ? où elle tire sur M. Burns avec une arme qui était tombée dans ses mains, et d'une manière plus délibérée dans Flic de choc, où elle tire sur un groupe de gangsters avec un fusil qu'elle cache ensuite sous son lit.
Maggie est habituellement effrayée et exaspérée par les tentatives d'Homer à nouer des liens avec elle, mais est plusieurs fois intervenue pour lui sauver la vie ; en le sauvant de la noyade, en tirant sur des gangsters, en le libérant alors qu'il s'était fait enlever et en jetant une pierre sur Russ Cargill, directeur de l'APE.

## Personnage

### Création

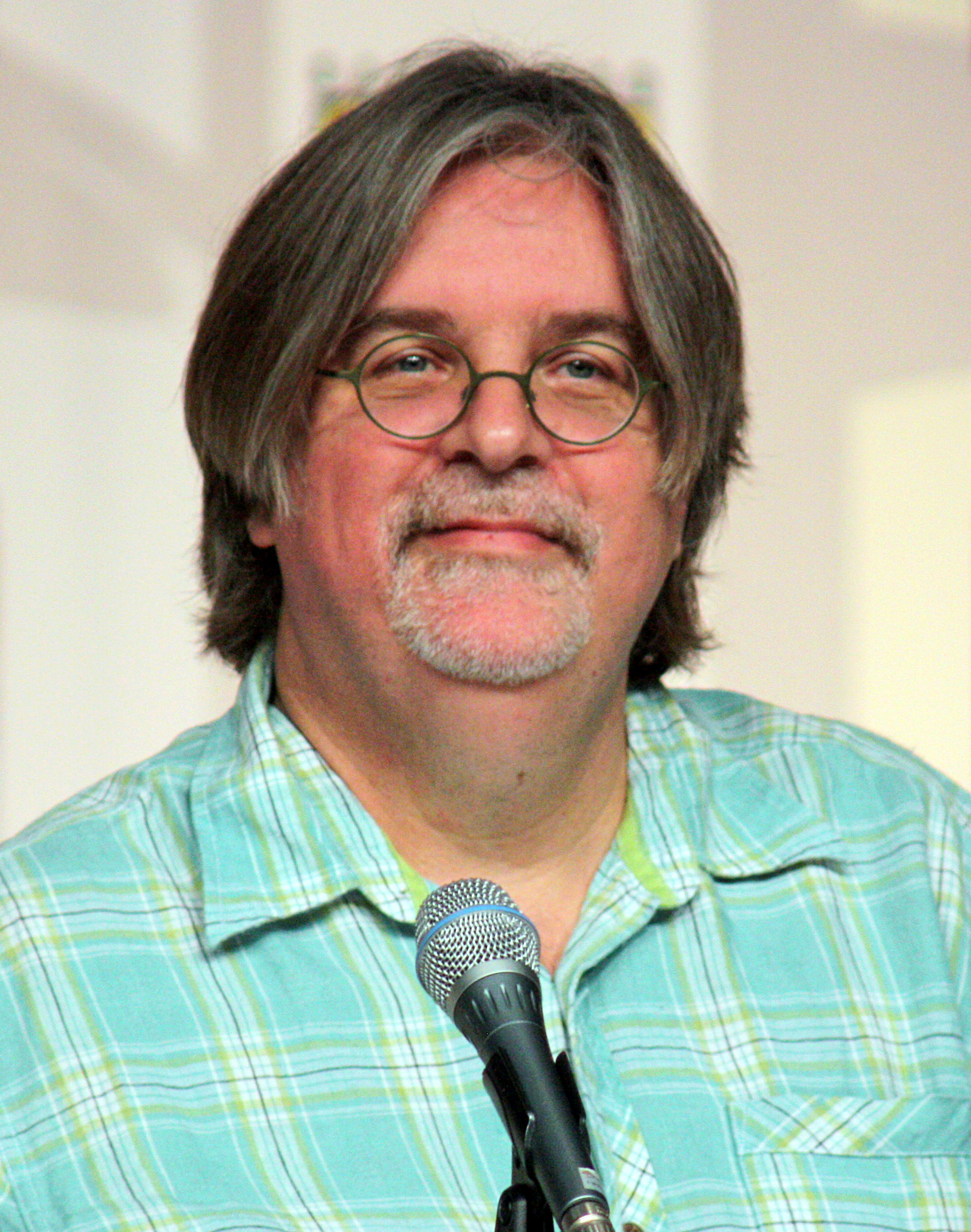
Matt Groening en 2009.

Matt Groening a conçu Maggie et le reste de la famille Simpson en 1986 dans l'entrée du bureau du producteur James L. Brooks. On avait fait appel à Groening pour lancer une série de courts métrages d'animation pour The Tracey Ullman Show, qui serait adaptée de son comic strip Life in Hell. Lorsqu'il a réalisé que l'animation de Life in Hell demanderait qu'il renonce à ses droits de publication, Groening a décidé d'aller dans une direction différente et a rapidement esquissé une famille dysfonctionnelle, nommant les personnages d'après les membres de sa famille. Le bébé de la famille a ainsi été nommé d'après la petite sœur de Matt Groening,.
Maggie a fait ses débuts avec le reste de la famille Simpson le 19 avril 1987 dans Good Night, un court métrage du Tracey Ullman Show. En 1989, les courts métrages ont été adaptés pour devenir Les Simpson, dont les épisodes, durant un peu moins d'une demi-heure, sont diffusés sur le réseau Fox Broadcasting Company. Maggie et les autres membres de la famille Simpson sont restés les personnages principaux de cette nouvelle série.
Maggie, comme de nombreux personnages des Simpson, est jaune de peau. L'ensemble de la famille Simpson a été conçu de façon que chacun des personnages soit reconnaissable uniquement grâce à sa silhouette. La famille a d'abord été dessinée grossièrement, car Groening avait envoyé des croquis basiques aux animateurs, supposant qu'ils les affineraient ; mais ils ont simplement retracé les croquis. Les traits physiques de Maggie ne se retrouvent généralement pas chez les autres personnages ; par exemple, aucun autre personnage des épisodes récents, mis à part Lisa, n'a une chevelure semblable à celle de Maggie. Tandis qu'il créait Maggie, Groening « n'envisagea même pas de se prendre la tête à penser aux coupes de cheveux des filles ». À l'époque, Groening dessinait en noir et blanc et quand il conçut Lisa et Maggie, il « leur donna simplement ce type de coiffure en étoile de mer, sans penser que les personnages pourraient finalement être en couleur ».
Groening avait pensé qu'il serait amusant que la série possède un personnage bébé qui ne parle et ne grandit jamais, mais pouvant exprimer toute une palette d'émotions. Les gags récurrents qui mettent en avant Maggie incluent sa tendance à trébucher en essayant de marcher, en tombant ensuite sur la tête, ainsi que le suçage de sa tétine, dont le son est devenu caractéristique du personnage et a été initialement créé par Groening durant la période du Tracey Ullman Show. Durant les premières saisons de la série, Maggie suçait sa tétine pendant que les autres personnages parlaient, mais cela s'est raréfié car les producteurs trouvaient cela trop déconcentrant.

### Voix

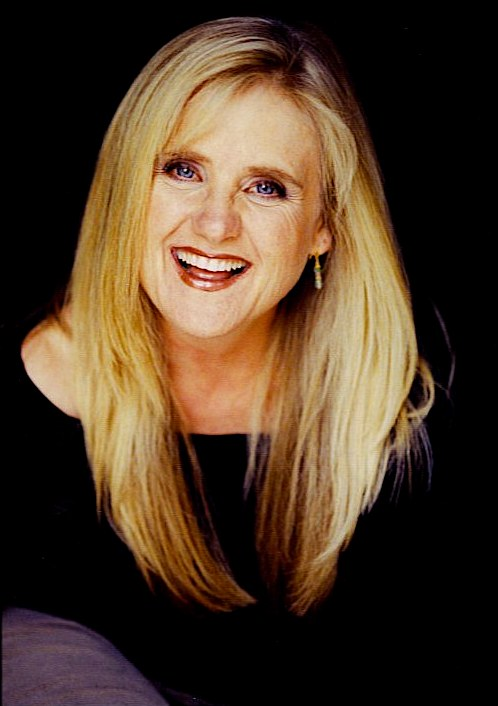
Nancy Cartwright
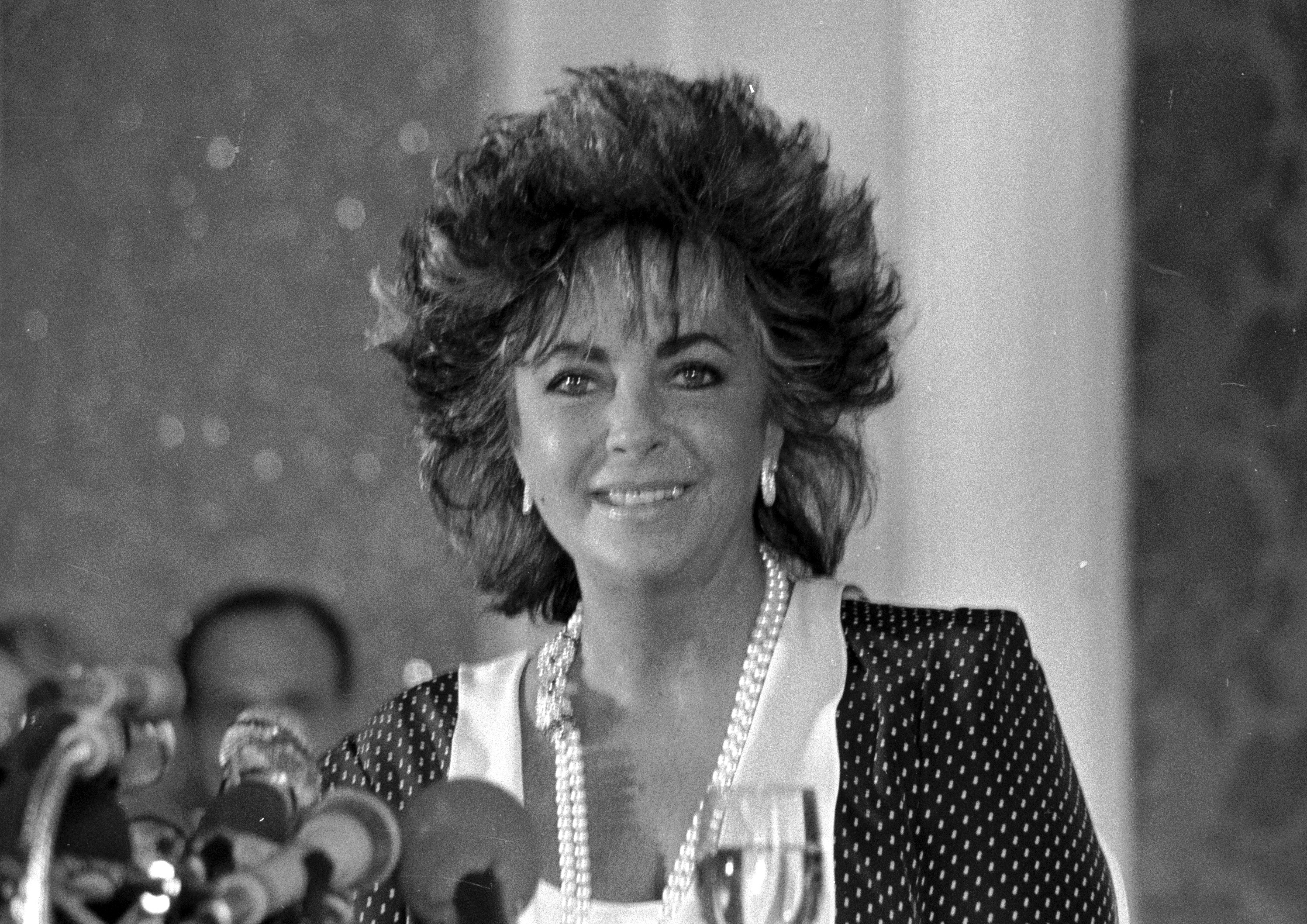
Elizabeth Taylor
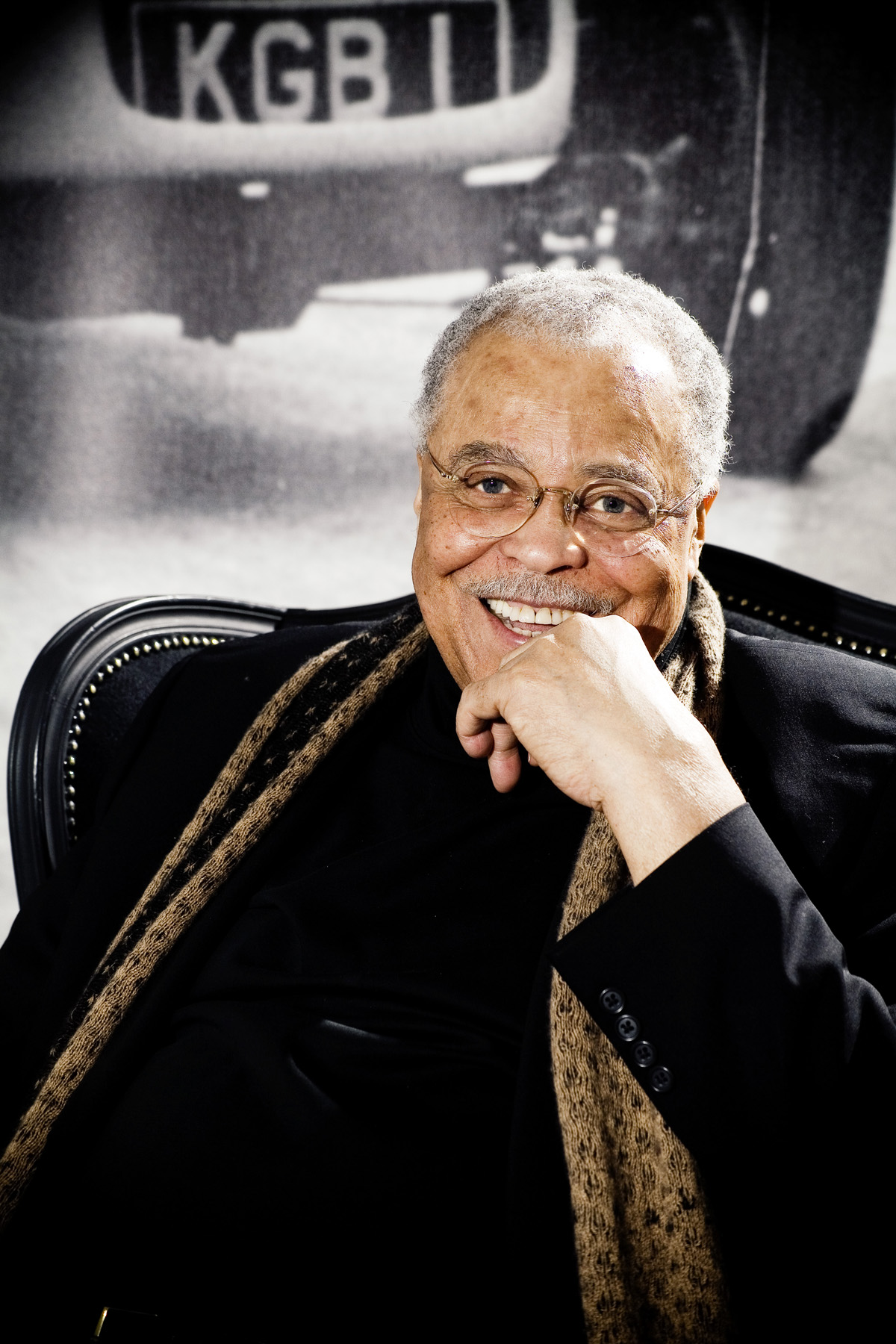
James Earl Jones
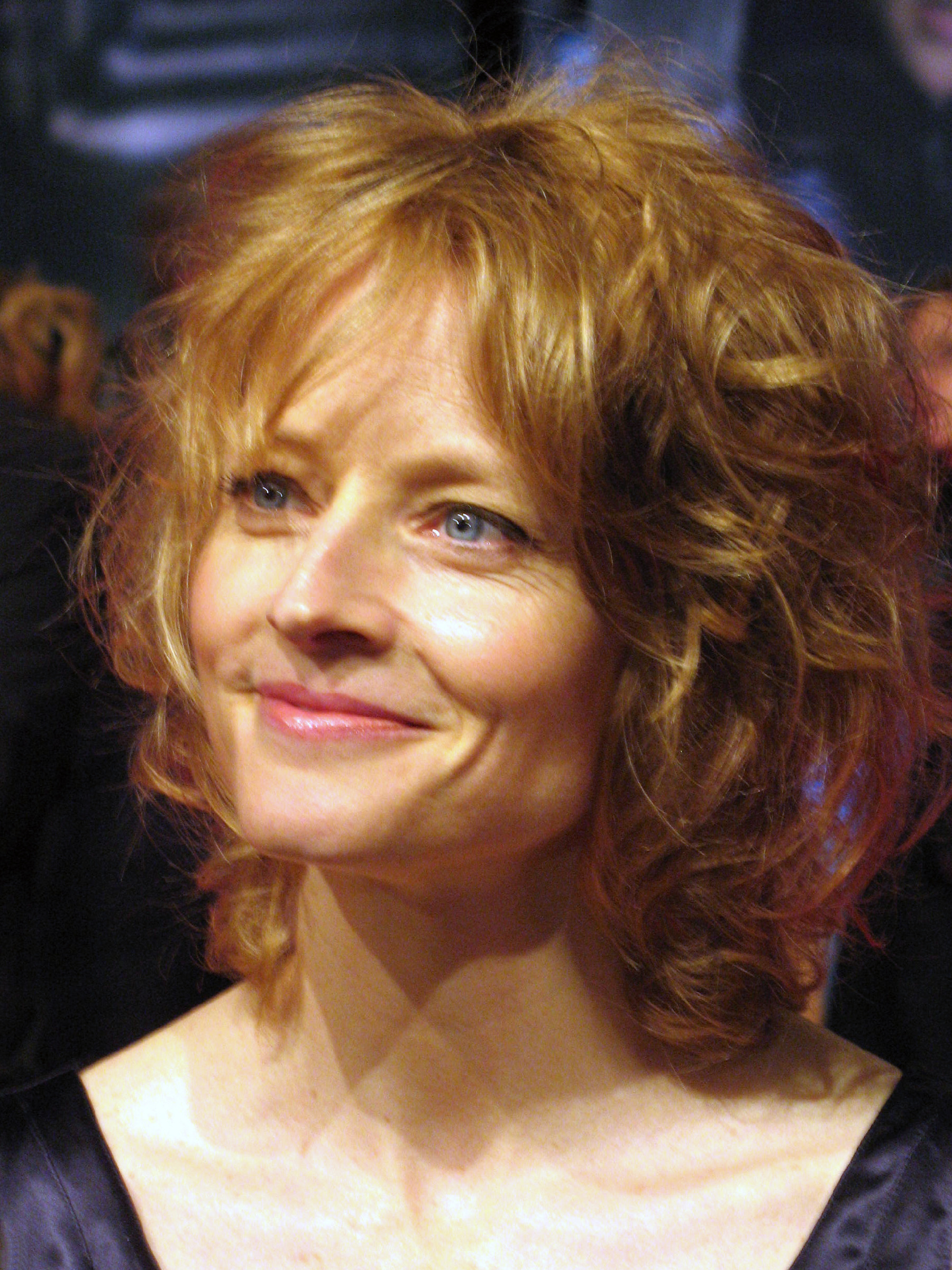
Jodie Foster

À quelques exceptions près, Maggie ne parle jamais mais participe aux événements qui se déroulent autour d'elle, révélant ses émotions grâce à des gestes subtils et des expressions faciales. Les premières lignes parlées de Maggie sont apparues dans Good Night, le premier court métrage à être diffusé dans The Tracey Ullman Show, après que sa famille s'est endormie. À cette occasion, Liz Georges a fourni la voix originale de Maggie.
Bien qu'elle se soit auparavant exprimée dans des séquences fantastiques ou de rêve, le premier mot parlé de Maggie dans la continuité normale de la série, « papa », est survenu à la fin de Le Premier Mot de Lisa, où il avait été interprété en version originale par Elizabeth Taylor,. Bien qu'il ne s'agisse que d'un mot, Taylor a eu à enregistrer le morceau de nombreuses fois avant que les producteurs ne soient satisfaits. James Earl Jones a doublé le personnage de Maggie dans le Simpson Horror Show V. La voix de Maggie est aussi apparue dans le Simpson Horror Show IX, où elle était interprétée en version originale par Harry Shearer, qui utilisait sa voix de Kang. Dans les premiers épisodes, Yeardley Smith faisait plusieurs des bruits et des interventions orales occasionnelles de Maggie, mais ces interventions furent plus tard interprétées par Nancy Cartwright. Dans l'épisode Manucure pour 4 femmes, on voit Maggie prendre la parole, pour se défendre dans un procès contre le maître d'école. Le personnage est alors doublé en version originale et en français par Jodie Foster. Enfin, dans l'épisode Le mariage de Lisa, Maggie est adolescente et on la décrit comme étant très bavarde. Pourtant, elle ne dit pas un mot durant l'épisode.
Maggie prononce également les mots « une suite ? » à la fin du film basé sur la série, ce qui a donné naissance à de nombreuses spéculations.

## Réception

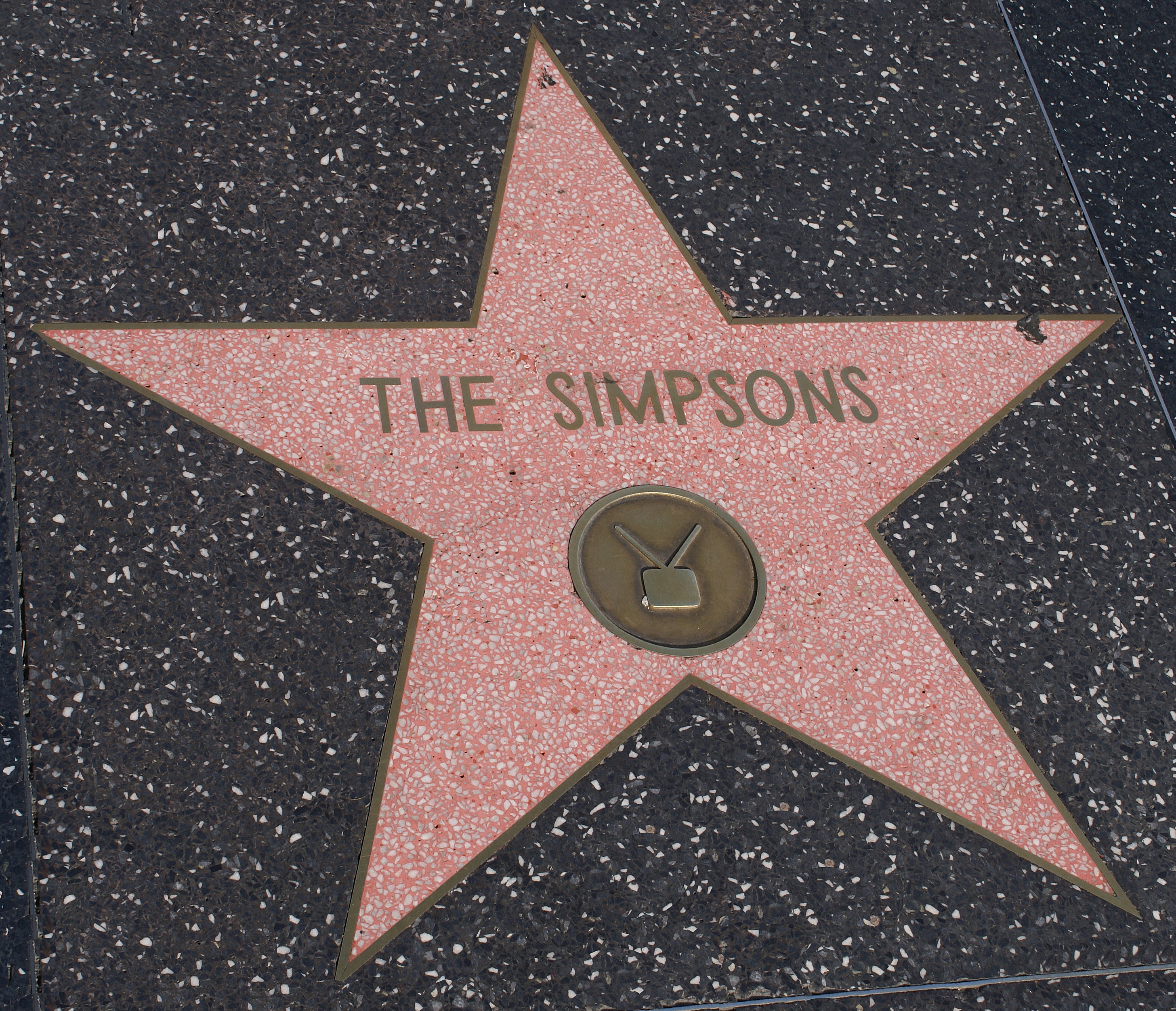
Étoile des Simpson sur le Hollywood Walk of Fame.

Nancy Basile, du site About.com, a déclaré que ses scènes favorites où Maggie est présente étaient celles où elle se comportait plus comme une adulte que comme un bébé d'un an. Certaines des scènes qu'elle préfère sont présentes dans les épisodes Un ennemi très cher, L'Amoureux de Grand-Mère, dans lequel Maggie rencontre son ennemi Bébé Gerald, ainsi qu'une scène de l'épisode Itchy & Scratchy, le film, dans lequel Bart est supposé garder Maggie mais où celle-ci s'enfuit et se met à conduire une voiture. Basile a également ajouté que Maggie pouvait se révéler être le bébé le plus mignon de la famille Simpson. Le comédien Ricky Gervais a désigné Et avec Maggie ça fait trois comme son deuxième épisode favori de la série et a affirmé que la scène finale, où des photos de Maggie recouvrent le lieu de travail d'Homer, lui a donné « une boule dans la gorge ». Todd Everett, du magazine Variety, a déclaré que la scène de l'épisode Le Premier Mot de Lisa où Maggie prononce son premier mot était « à fondre ».
En 2006, Elizabeth Taylor s'est classée treizième dans le « top des 25 apparitions de guest-stars dans les Simpson » établi par IGN, pour son interprétation de Maggie dans Le Premier Mot de Lisa. James Earl Jones, la voix de Maggie dans le Simpson Horror Show V a été classé septième dans la même liste. En 2000, Maggie et le reste de la famille Simpson ont reçu une étoile sur le Hollywood Walk of Fame.

## Produits dérivés
On peut citer comme produits dérivés des poupées, des posters, des figurines, des puzzles et des tee-shirts. Maggie a été faite en figurine pour la série de figurines World of Springfield. La figurine, représentant Maggie et Marge dans le salon de la maison des Simpson, est sortie dans la série Living Room. Maggie est également apparue sur des publicités pour des marques telles que Burger King, Butterfinger, Domino's Pizza, Subway, Ramada Inn ou C.C. Lemon.
Maggie est apparue sur d'autres médias en relation avec Les Simpson. Elle fait partie de chacun des jeux vidéo des Simpson, dont Les Simpson, le jeu. Parallèlement à la série télévisée, Maggie apparaît régulièrement dans les numéros des Simpsons Comics, qui ont été publiés pour la première fois le 29 novembre 1993 et qui sont encore publiés mensuellement,. Maggie est aussi présente dans The Simpsons Ride, lancé en 2008 à Universal Studios Florida et Universal Studios Hollywood.
Le 9 avril 2009, le United States Postal Service a révélé une série de cinq timbres de 44 cents mettant en vedette Maggie et les quatre autres membres de la famille pour célébrer le vingtième anniversaire de la série. Ils sont les premiers personnages de télévision à recevoir cet honneur alors que la série est encore en production. Les timbres, dessinés par Matt Groening, ont été rendus disponibles à l'achat le 7 mai 2009,. Le timbre de Maggie a été désigné comme le plus populaire par un sondage de l'USPS.